# Nestlé Crunch

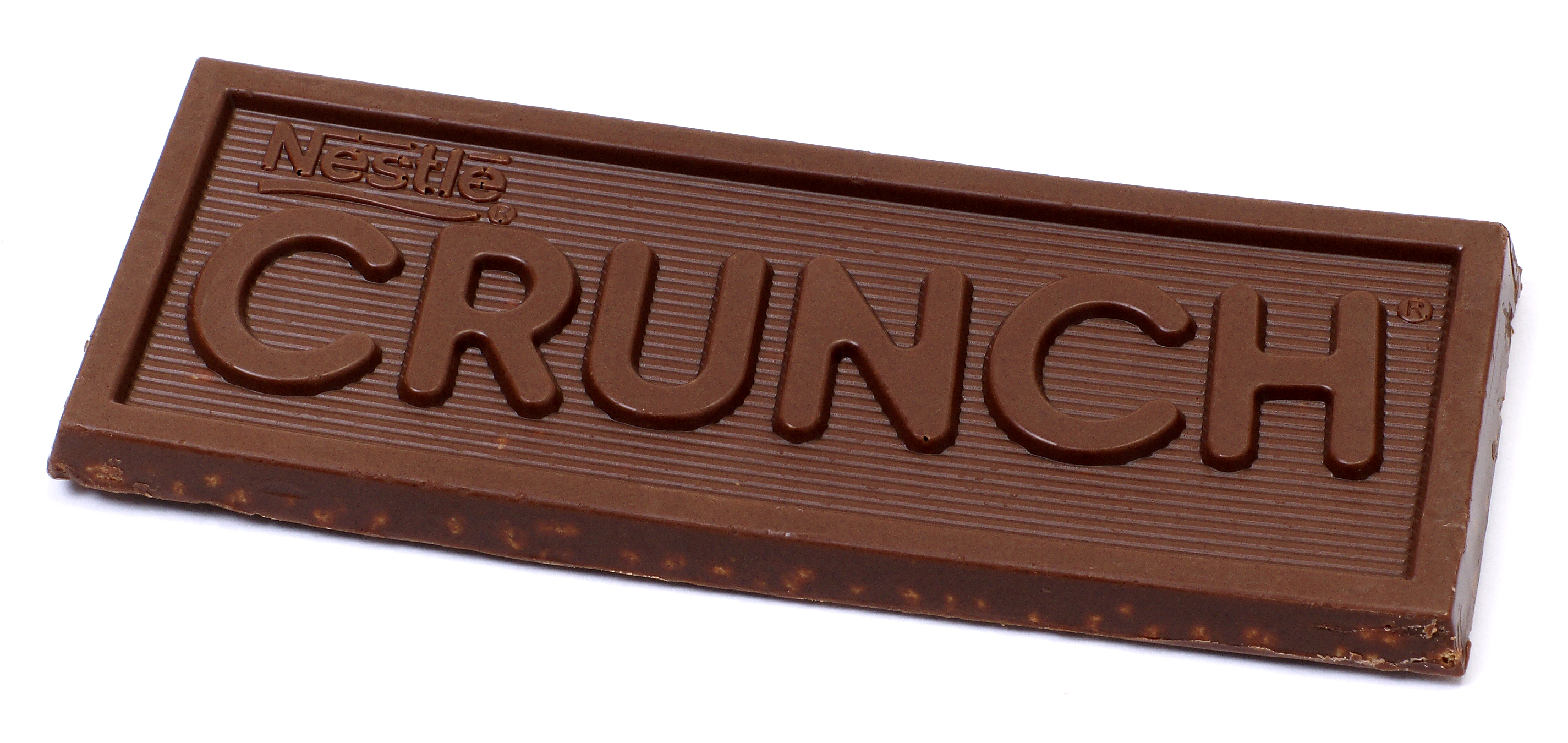
Nestlé Crunch en su totalidad

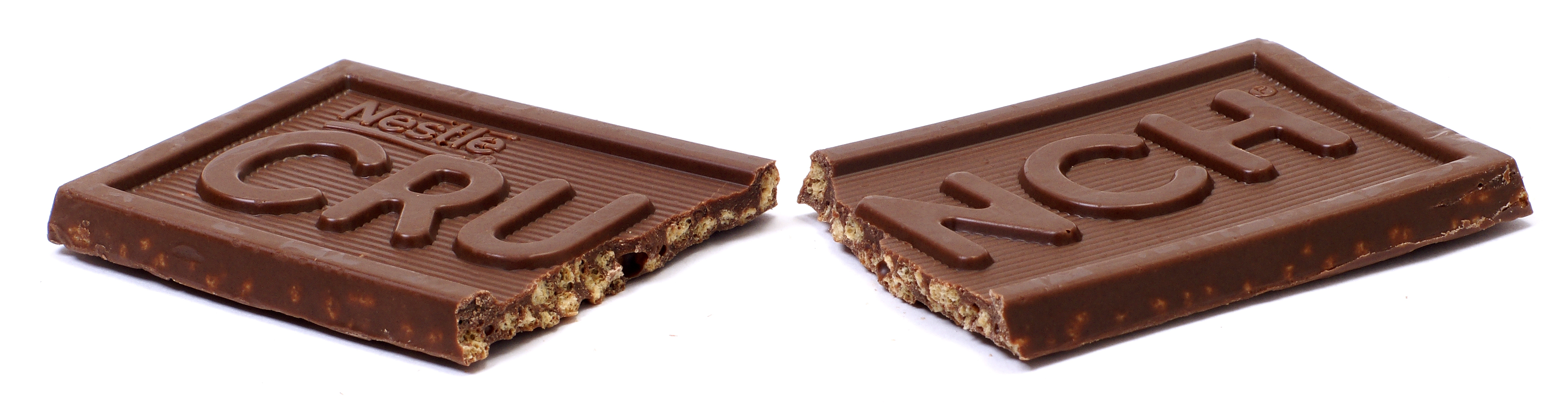
Nestlé Crunch partido

Nestlé Crunch es el nombre de una barra de chocolate hecha de chocolate de leche con arroz inflado mezclado en él, producido por Nestlé.
En 1994, Nestlé Crunch fue la chocolatina de Nestlé más vendida en los Estados Unidos. 
En Venezuela se comercializa como Cri Cri, marca propiedad de la filial local Savoy.